# Aplahanda
Aplahanda je bil kralj  Karkemiša, ki je vladal verjetno od 1786 do 1766 pr. n. št., * ni znano, † 1766 pr. n. št.
Prva znana omemba kralja je na valjastem pečatniku, ki ga je leta 1929  prevedel Rene Dussaud. Pečatnik so odkrili ob vznožju gomile v Ugaritu preden so se začela izkopavanja.
Omenjen je tudi v tablicah kralja Marija Sirijskega, ki je vladal v istem času kot Iasma-Addu in Zimri-Lim, ki ga naslavlja z bratom. I. J. Gelb iz njegovega imena sklepa, da je bil Amorit. Hipotezo, da je bil semitskega porekla zagovarja tudi Wilfred G. Lambert.
V neuspešni vojni proti Alepu  je bil  zaveznik Amorita Šamši-Adada.
Nasledil ga je sin Jatar-Ami. Hčerka Matruna je imela nesemitsko, morda hurijsko ime. 
Iz Ištaran-Nasirjevega pisma je razvidno, da je umrl leta 1766 pr. n. št.